# 上海工人第三次武装起义发布命令地点
31°13′12″N 121°28′10″E / 31.22001°N 121.46944°E
上海工人第三次武装起义发布命令地点旧址，位于中华人民共和国上海市黄浦区半淞园路街道自忠路361号（原西门路）。1977年，它被上海市人民政府定为第一批上海市文物保护单位。

## 概述
第一次国共合作时期，上海工人配合北伐军推翻孙传芳的统治，在中国共产党的领导下举行了三次武装起义。1927年3月21日，在陈独秀、周恩来、罗亦农、赵世炎等人组成的中共中央特别委员会领导下，上海80万工人举行了第三次武装起义，并取得了胜利。起义过程中许多命令起草和发布、起义前的重要会议和准备工作，包括举办工人纠察队军事训练班等，均在这栋二上二下沿街石库门房屋内进行。1977年，入选上海市文物保护单位。2002年，它被上海市人民政府公布为市级纪念地点。